# Francis Carco
Francis Carco, pseudonimo di François Carcopino-Tusoli (Numea, 3 luglio 1886 – Parigi, 26 maggio 1958), è stato uno scrittore francese che ambientò le sue opere tra bassifondi parigini e vita bohèmienne di inizio Novecento.
Fu narratore e poeta di scuola definita fantaisiste. Tra i suoi libri: Jésus-la-Caille (1914), Rue Pigalle (1928), Poemi in prosa (Poèmes en prose, 1948); il volume di memorie: Da Montmartre al Quartier-latin (De Montmartre au Quartier latin, 1927). Le poesie sono raccolte in La bohème e il mio cuore (La Bohême et mon cœur, 1929). Fu membro dell'Académie Goncourt dal 1937 al 1958 e anche critico d'arte e contribuì a far conoscere le opere dei pittori italiani Amedeo Modigliani e, dal 1949, Sergio Belloni. È sepolto nel cimitero di Bagneux.
Fin dagli anni venti, diverse sue opere sono state adattate per lo schermo.

## Opere
- Instincts (1911)
- Jésus-la-Caille (romanzo, 1914)
- Les Innocents (1917)
- Au coin des rues (racconti, 1918, 1922)
- Les Malheurs de Fernande (seguito di Jésus-la-Caille 1918)
- Les Mystères de la Morgue ou les Fiancés du IV arrondissement. Roman gai (1918)
- L'Équipe (1919)
- La Poésie (1919)
- Maman Petitdoigt (1920)
- Francis Carco, raconté par lui-meme (1921; nella raccolta Ceux dont on parle, diretta da Marc Saunier)
- Promenades pittoresques à Montmartre (1922)
- L'homme traqué (1922; Grand Prix du roman de l'Académie française)
- Vérotchka l'Étrangère ou le Gout du malheur (1923)
- Le Roman de François Villon (1926), una biografia fortemente romanzata del poeta del XV secolo
- Nuits de Paris (1927)
- Brumes (1935)
- L'ami des Peintres- (traduzione italiana:" L'amico dei pittori" - ed. Aldo Martello -1955)

## Filmografia parziale
- Paris Béguin, regia di Augusto Genina (1931)
- Nell'ombra di Parigi (Shadows of Paris), regia di Herbert Brenon (1924)